# Збігнев Прайснер
Збігнев Пра́йснер (пол. Zbigniew Preisner; нар. 20 травня 1955 в Бельсько-Бяла, Польща) — польський композитор кіномузики і театру.
Власник PREISNER STUDIO. Член Французької Академії мистецтв і науки.

## Життєпис
В середній школі почав писати музику, навчився грати на гітарі та фортепіано, але так і не закінчив ні одну з музичних шкіл.
Вступив на відділення історії та філософії в Краківський університет, де вивчав історію мистецтв.
Займався музичною самоосвітою, власні композиції виконував зі студентами краківської музичної академії.

## Кар'єра
З 1977 року Прайснер працював у кабаре «Пивни́ця під барана́ми» в Кракові, де почав писати музику.
Незабаром після цього молодий польський кінорежисер Краузе Антоні попросив його написати оригінальну музику до свого фільму «Прогноз погоди». Хоча фільм з політичних причин довгі роки лежав потім на полиці, цей досвід став початком кар'єри Прайснера як композитора, який пише для кіно. Через Краузе Прайснер познайомився з Криштофом Кесльовским, який шукав композитора для написання музики до фільму «Без кінця». Ця робота стала початком подальшого багаторічного співробітництва та міцної дружби.
«Декалог» (1988) — наступна спільна робота Прайснера та Кесльовського. Фільм складається з десяти окремих історій, які позв'язані в єдине ціле, в їх основі покладено Десять Заповідей. Після музики до «Декалогу» Прайснер починає працювати над музикою до іншого фільму Кесльовського — «Подвійне життя Вероніки», а також до трилогії «Три кольори: Синій, Білий, Червоний». Він також співпрацював з іншим польським режисером: Агнешкою Голланд, починаючи з «Вбити священика» в 1988 році і продовживши з «Європа, Європа» (1991), «Олів'є, Олів'є»(1993) і «Таємничий сад»(1995).
Міжнародне визнання після «Декалогу», «Вероніки» і «Європи, Європи» звернули на композитора увагу голлівудських кіновиробників, і в 1991 році Прайснер пише музику до фільмів Луї Мандоки «Ігри в полях Господніх» і «Безкрайня імперія» Джона Ірвіна.
У 1988 Прайснер написав першу масштабну роботу «Реквієм по моєму другу». Ідея створення «Реквієму» народилася, коли Кесльовський консультувався з Прайснером про постановку серії концертів в класичному стилі, які були б жвавіші і театральніші від традиційних. Але режисер помер до початку роботи над концертом. Прагнучи «піднести в дар моєму другові щось особливе», Прайснер написав першу частину реквієму за три ночі після смерті Кесльовського. Перша частина була задумана спеціально для Криштофа Кесльовського, тоді як решта навіяна любов'ю, повагою і захопленням, які Кесльовський, Прайснер і автор сценарію «Декалогу» Криштоф Песевич відчували один до одного.
Говорячи про «Реквіємі» Прайснер зауважує: "Не знаю, як у вас в житті, а у мене — дуже мало людей, з якими мені хотілося б проводити час. Одним з таких людей був Криштоф Кесльовський… ". 1 жовтня 1998 у Великому театрі у Варшаві відбулася прем'єра «Реквієму для мого друга».
У 2001 році він очолив програму популярної музики на радіо RMF FM. У 2006 році він виступив з оркестром, разом з Девідом Гілмором у Гданську. У 2007 році написав другу масштабну роботу для оркестру, хору та солістів, що отримала назву «Тиша, ніч і мрії», на основі текстів з Книги Іова. Світова прем'єра роботи відбулася 4 Вересня 2007 року в Одеоні Ірода Аттичного в Афінах.
У 2013 році виходить робота «Щоденники Надії». На музику були покладені щоденники та вірші польських дітей, які стали жертвами Голокосту. Вперше Прайсер співпрацює з Лізою Джеррард, яка виконує головну вокальну роль.
У вересні цього ж року відбулася прем'єра музичного театру під назвою «Великі монологи» в церкві Святої Софії в Бобова. Головну роль виконав актор театру Юрій Треля, режисер — Криштоф Ясинський. В основу покладені польські романтичні вірші Адама Міцкевича, Норвіда і Виспянського.
Від 24 квітня 2012 президент Польщі Броніслав Коморовський нагородив Прайснера Орденом Відродження Польщі «За видатний внесок у польську та світову культури, за творчі та художні досягнення».

## Особисте життя
Був одружений з Євою Прайснер, художницею з Кракова.
Його сестра Тамара Калиновська — співачка та композитор в театрі «Пивни́ці під барана́ми».

## Найвідоміші твори

### Твори для оркестру
- Щоденники Надії  (2013)
- Тиша, ніч і мрі  (2007)
- Реквієм по моєму другу  (1998)
- Життя  (1988)

### Твори для соло-інструментів
- 10 Легких п'єс для піаніно' '(2000)

### Музика для кіно
- Велика краса  (2013)
- Аглая  (2012)
- Безіменна — одна жінка в Берліні  (2008)
- Сімейна таємниця  (2007)
- Sportman van de Eeuw  (2006)
- Дочки Гаррі  (2005)
- Країна надії  (2004)
- Kołysanka  (2003)
- Супертекс  (2003)
- Дивні сади  (2003)
- Це все про кохання  (2003)
- Тільки між нами  (2002)
- Weiser  (2001)
- Aberdeen  (2000)
- Останній вересень  (1999)
- Мріючи про Джозефа Лізі  (1999)
- Liv  (1998)
- Migrations  (1997)
- Острівець на Пташиної вулиці  (1997)
- Чарівна історія  (1997)
- Bruggen  (1996)
- Corazón iluminado  (1996)
- De Aegypto  (1995)
- Кшиштоф Кесльовський: Я так собі … (1995)
- Останнє літо любові  (1995)
- Еліза  (1995)
- Kouarteto se 4 kiniseis  (1994)
- Коли чоловік кохає жінку  (1994)
- Три кольори: Білий  (1994)
- Три кольори: Червоний  (1994)
- Mouvements du désir  (1994)
- Три кольори: Синій  (1993)
- Таємничий сад  (1993)
- Fio do Horizonte, O  (1993)
- Zwolnieni z życia  (1992)
- Збиток  (1992)
- Олів'є, Олів'є "" (1992)
- Eminent Domain  (1991)
- Подвійне життя Вероніки  (1991)
- Гра в полях господніх  (1991)
- Європа, Європа "" (1990)
- Ostatni dzwonek  (1989)
- Декалог  (1988—1989)
- Убити священика  (1988)
- Короткий фільм про вбивство  (1988)
- Короткий фільм про кохання  (1988)
- Kocham kino  (1988)
- Ucieczka  (1987)
- Lullabye, The  (1987)
- Przez dotyk  (1986)
- Lubie nietoperze  (1986)
- Без кінця  (1985)
- Prognoza pogody  (1981)